# 온두라스의 로마 가톨릭 교구 목록
온두라스의 로마 가톨릭 교구는 1개 관구에 관구장좌 대교구 1개와 일반교구 9개로 구성된다

## 교구

### 테구시갈파 관구(province of Tegucigalpa)
- 테구시갈파 관구장좌 대교구(Archdiocese of Tegucigalpa)
  - 코루테카 교구( Diocese of Choluteca)
  - 코메야구아 교구( Diocese of Comayagua)
  - 주티칼파 교구( Diocese of Juticalpa)
  - 라케이바 교구( Diocese of La Ceiba)
  - 산페드로술라 교구( Diocese of San Pedro Sula)
  - 산타로사데코판교구( Diocese of Santa Rosa de Copán)
  - 투루질로 교구( Diocese of Trujillo)
  - 요로 교구( Diocese of Yoro)